# نرم‌افزار ضد فیشینگ
نرم‌افزارهای ضد فیشینگ متشکل از برنامه‌های رایانه‌ای است که تلاش برای شناسایی فیشینگ موجود در وب سایت و ایمیل است . این است که اغلب با مرورگر وب و برنامه‌های ایمیل به عنوان یک نوار ابزار یکپارچه شده‌است که نام واقعی دامنه وب سایت را نمایش می‌دهد ، در تلاش است از تغییر ظاهر وب سایت‌های جعلی  به صورت دیگر وب سایت‌های مشروع جلوگیری کند . ضد فیشینگ همچنین ممکن است به عنوان یک قابلیت ساخته شده در برخی از مرورگرهای وب باشد . همچنین مدیریت رمز عبور می‌تواند برای کمک به دفاع در برابر فیشینگ مورد استفاده قرار گیرد.

## کارایی ضد فیشینگ
مطالعه‌ای توسط ۳Sharp انجام شد که در ۲۷ سپتامبر سال ۲۰۰۶ منتشر شد ، توانایی هشت راه حل ضد فیشینگ  برای جلوگیری از ورود به سایت‌های فیشینگ شناخته شده ، هشدار در مورد سایت‌های فیشینگ و اجازه ورود به سایت‌های خوب را آزمایش می‌کرد . این مطالعه ، که توسط مایکروسافت راه اندازی شد و با عنوان "بررسی ابزار ضد فیشینگ را برای ویندوز" مطرح شد ، به این نتیجه رسید که نوار ابزار اینترنت اکسپلورر و Netcraft مؤثرترین ابزار ضد فیشینگ بودند. 
در یک مطالعه تازه ، که توسط SmartWare برای موزیلا انجام شده‌است ، منتشر شده در نوامبر ۱۴  ۲۰۰۶، نتیجه گرفت که فیلتر ضد فیشینگ در فایرفاکس از اینترنت اکسپلورر  بیش از ۱۰ درصد مؤثرتر بود است . نتایج این مطالعه توسط منتقدان مورد نقد واقع شده‌است.